# Glutamato monosódico
El glutamato de sodio, también conocido como glutamato monosódico (GMS, MSG en inglés) es la sal sódica del ácido glutámico, uno de los aminoácidos no esenciales más abundantes en la naturaleza.
La Administración de Fármacos y Alimentos (FDA) de Estados Unidos clasificó al GMS como Generalmente Reconocido como Seguro (GRAS, por sus siglas en inglés) y la Unión Europea, como un aditivo alimentario. El GMS tiene el código HS 29224220 y el Número E E621.
El glutamato que forma parte del GMS aporta el mismo sabor umami que el glutamato presente en otros alimentos. Ambos son químicamente idénticos.
La industria alimentaria comercializa y usa el GMS como potenciador del sabor, debido a que equilibra, combina y resalta el carácter de otros sabores. Algunos nombres comerciales del glutamato monosódico son Ajinomoto, Vetsin y Ac'cent.

## Historia del GMS como compuesto umami
En 1908, el profesor Kikunae Ikeda aisló el ácido glutámico como una nueva sustancia gustativa a partir del alga Laminaria japonica, kombu, mediante una extracción y cristalización acuosa y designó su sabor con el nombre de umami. Él observó que el caldo japonés hecho de katsuobushi y alga kombu tenía un sabor peculiar que no había sido descrito científicamente en esa época y difería de los sabores dulce, salado, ácido y amargo. Para comprobar que el glutamato era el responsable de este sabor, el umami, el profesor Ikeda estudió las propiedades gustativas de muchas sales de glutamato: de calcio, de potasio, de amonio y de magnesio. De todas las sales se podía obtener sabor umami pero además un sabor metálico debido a la presencia de otros minerales. Entre esas sales, el glutamato de sodio resultó ser la más soluble y apetecible, además de que cristaliza fácilmente. El profesor Ikeda denominó su producto glutamato monosódico y solicitó una patente para producirlo Los hermanos Suzuki iniciaron la producción comercial del GMS en 1909 bajo la marca AJI-NO-MOTO® (que en japonés significa la esencia del sabor), siendo así la primera vez que se produjo GMS en el mundo.

## Producción y propiedades químicas
Tres métodos de producción se han aplicado desde que el GMS se introdujo por primera vez al mercado: 
- Hidrólisis de proteínas vegetales con ácido clorhídrico para romper los enlaces peptídicos (1909 -1962).
- Síntesis química directa con acrilonitrilo (1962 – 1973).
- Fermentación bacteriana, por "Corynebacterium glutamicum", método actual.[12]

En un principio, se utilizó gluten de trigo para la hidrólisis, debido a que contiene más de 30 g de glutamato y glutamina en 100 g de proteína. Sin embargo, a medida que aumentó la producción de GMS para satisfacer la creciente demanda, se estudiaron nuevos procesos de producción: síntesis química y fermentación. La industria de fibra poliacrílica se inició en Japón a mediados de la década de 1950 y el acrilonitrilo fue adoptado como el material base para sintetizar el GMS. En la actualidad, la mayor parte de la producción mundial de GMS se realiza por fermentación bacteriana. La fermentación produce el aminoácido ácido glutámico, que  se transforma en su sal sódica, más fácil de disolver en agua. Durante la fermentación, bacterias seleccionadas (bacterias corineformes) cultivadas con amoníaco y carbohidratos de remolacha azucarera, caña de azúcar, tapioca o melaza, excretan aminoácidos en el caldo de cultivo desde donde se aísla el L-glutamato. Kyowa Hakko Kogyo Co Ltd desarrolló la primera fermentación industrial para producir L-glutamato. Actualmente, los resultados y la velocidad de producción de glutamato a partir de azúcares sigue mejorando en la producción industrial de GMS, lo que permite mantener satisfecha la demanda. El producto final, glutamato monosódico, tiene la apariencia de un polvo blanco cristalino. Se disuelve libremente en agua, pero no es higroscópico. Además, es prácticamente insoluble en solventes orgánicos comunes como el éter. En general, el GMS es estable en las condiciones de procesamiento habituales de alimentos. Durante la cocción, el GMS no se descompone pero, al igual que otros aminoácidos, puede experimentar reacciones de Maillard en presencia de azúcares a temperaturas muy altas.

## Uso del GMS como potenciador del sabor
El GMS puro por sí solo no tiene un sabor notable, sino que potencia los sabores de otras sustancias. Como sabor y en la cantidad correcta, el GMS tiene la capacidad de potenciar otros compuestos de sabor activos, lo que equilibra y armoniza el sabor general de determinados platos. El GMS se combina muy bien con carnes rojas, pescados, carnes blancas, diversas verduras, salsas, sopas y marinados e incrementa la preferencia general por determinados alimentos, como el consomé de res. Sin embargo, al igual que otros sabores básicos, excepto la sacarosa, el GMS contribuye con el sabor agradable sólo cuando es utilizado en la concentración correcta. Un exceso de GMS tendrá el efecto contrario sobre el sabor de un plato. Si bien la cantidad que se utiliza varía según el tipo de comida, en caldos el sabor agradable disminuye rápidamente si se añade más de 1 g de GMS por 100 ml. Además, existe una interacción entre el GMS y la sal (cloruro de sodio) y otras sustancias umami, como los nucleótidos. Todo debe estar en la concentración correcta para lograr la máxima palatabilidad. Debido a estas propiedades, se puede utilizar el GMS para reducir la ingesta de sal (sodio), la cual contribuye a la hipertensión, enfermedades vasculares y accidentes cerebrovasculares. El sabor de alimentos bajos en sal mejora con la adición de GMS, incluso cuando la reducción de sodio es del 30%. Además, el contenido de sodio (en porcentaje de masa) del GMS es de 13,9%que en el cloruro de sodio es del 39%. Otras sales de glutamato se han utilizado para mejorar el sabor de sopas bajas en sal, pero el resultado ha sido una menor palatabilidad en comparación con la adición de GMS.

## Debate sobre el consumo del GMS
El GMS se ha usado durante más de 100 años como sazonador. A lo largo de ese periodo, se han realizado numerosos estudios sobre el GMS. JECFA, una organización asociada a la FAO y otros organismos internacionales y nacionales que regulan la seguridad de los aditivos alimentarios, considera que el GMS es un potenciador del sabor seguro para el consumo humano. Al conjunto de síntomas de GMS se le denominó originalmente “síndrome del restaurante chino” cuando Robert Ho Man Kwok informó sobre los síntomas que experimentó después de disfrutar un plato chino-estadounidense. Kwok sugirió múltiples factores como origen de los síntomas, entre ellas el alcohol del vino para cocinar, el contenido de sodio o el sazonador GMS. A pesar de ello, el GMS se convirtió en el foco central y, desde entonces, los síntomas se han asociado al GMS. El efecto del contenido de vino o sal nunca fue estudiado.[¿Por qué?] En 1997, Yahng WH junto a su equipo de colaboradores de la Universidad de Ontario en Canadá, estudiaron el efecto del GMS en un grupo de 61 personas. Las conclusiones de este estudio sugieren que existe un grupo de personas sensible al GMS. En los resultados los autores incluyen datos de aparición de cada uno de los síntomas determinados por la FDA como "complejo sintomático GMS", los cuales se produjeron en un 36% de los individuos después de ingerir GMS; este estudio incluyó un placebo, con el cual un 9.8% de los individuos dijo presentar síntomas después de tomarlo.
La dosis oral letal para el 50% de los sujetos (LD50) es entre 15 y 18 g/kg del peso corporal en ratas y ratones respectivamente; esta representa mil veces más la cantidad que se consume cada día en forma de aditivo alimentario.
Debido a la gran cantidad de artículos científicos presentados por diversos investigadores: (D. R. Sisk & T. Kuwabara (enlace roto disponible en Internet Archive; véase el historial, la primera versión y la última)., J. W. Olney et al. (enlace roto disponible en Internet Archive; véase el historial, la primera versión y la última)., Olney JW, LUCAS DR & NEWHOUSE JP, Smith JD, et al, Manev H, et al, Blaylock RL., Seo HJ, et al y Lau A, et al) que sugieren toxicidad del GMS, a lo largo de la historia la Administración de Fármacos y Alimentos de Estados Unidos (FDA, por sus siglas en inglés) ha tenido que reabrir el proceso de estudio de la toxicidad de este aditivo. En 1995 la FDA sustentó la no toxicidad del GMS gracias a un informe de la Federación Americana de Sociedades de Biología Experimental (FASEB, por sus siglas en inglés) que concluyó que el GMS es seguro cuando se “consume en niveles habituales” y, aunque parece existir un subgrupo de personas aparentemente saludables que manifiestan el complejo de síntomas de GMS cuando consumen 3 g de GMS en ausencia de alimentos, la causalidad de este producto no se ha establecido debido a que la lista del Complejo de síntomas de GMS se basó en informes testimoniales. Este informe también señaló que no existen datos que respalden la función del glutamato en enfermedades crónicas o debilitantes. Una prueba clínica multicentro controlada de doble ciego no pudo demostrar una relación entre el Complejo de síntomas de GMS y su consumo, teniendo como muestra personas que creían haber reaccionado en forma adversa al GMS. No se demostró una asociación estadística, se obtuvo pocas respuestas y éstas fueron inconsistentes. No se observó síntomas cuando se suministró GMS con los alimentos.
El control adecuado del sesgo experimental incluye un diseño experimental doble ciego controlado con placebo (DBPC, por sus siglas en inglés) y la aplicación en cápsulas debido al regusto intenso y único de los glutamatos.
Las organizaciones europeas y estadounidenses citan dos estudios más para justificar su decisión, uno realizado por Tarasoff and Kelly (1993) en el que se suministró a 71 participantes en ayuno 5g de GMS, y luego se les ofreció un desayuno estándar. Sólo una persona que manifestó previamente ser sensible al GMS indicó experimentar una reacción, la cual se produjo ante el placebo. En el estudio realizado por Geha et al. (2000) se probó la reacción de 130 sujetos que informaron ser sensibles al GMS. Se realizó múltiples ensayos DBPC en los cuales sólo continuaron en el estudio sujetos con al menos dos síntomas. Sólo 2 personas del total de participantes del estudio respondieron en los cuatro desafíos. Debido a esta baja prevalencia, los investigadores llegaron a la conclusión de que la respuesta al GMS no era reproducible.
Estudios adicionales que han investigado si el GMS produce obesidad han arrojado resultados mixtos. Por otro lado, se han llevado a cabo diversos estudios que investigan el vínculo anecdótico entre el GMS y el asma; la evidencia actual no respalda ninguna asociación causal.
Dado que el ácido glutámico es un aminoácido no esencial de vital importancia en el cerebro humano y desempeña un rol clave y fundamental en las funciones de aprendizaje y memoria, varios neurólogos están realizando estudios sobre los posibles efectos secundarios del GMS que se consume en alimentos, pero ningún estudio concluyente ha evidenciado una conexión. En 2009 se inició un estudio en el hospital universitario Bonn sobre el efecto del glutamato en la memoria humana.
Los efectos potencialmente perjudiciales del glutamato solamente se pueden observar en condiciones extremas, totalmente imposibles de alcanzar en alimentación humana. Uno de ellos es la aparición de problemas visuales en ratas de laboratorio que han recibido glutamato en su dieta, pero en dosis enormemente elevadas, añadiendo 10 o 20 gramos de glutamato por cada 100 gramos de alimento. Se ha indicado también la alteración del hipotálamo  en ratas que reciben  crónicamente 3 gramos de glutamato por kg de peso y día. También se ha observado la alteración del funcionamiento de los canales de calcio en la membrana celular en cultivos primarios de neuronas . Un estudio publicado a finales de 2011 expone que ratones con diabetes inducida por GMS, a los que se les inyectaba diariamente por vía subcutánea una dosis de 2 gramos por kg de peso de glutamato monosódico, eran  susceptibles a tumorigénesis de colon cuando se les exponía al carcinógeno azoximetano. Este estudio, realizado en condiciones sin relación alguna con  el uso de GMS en alimentos, se realizó para examinar la posibilidad de que estos ratones fueran un modelo válido para relacionar diabetes, obesidad y cáncer de colon.

### Australia y Nueva Zelanda
Normas Alimentarias de Australia y Nueva Zelanda (FSANZ, por sus siglas en inglés) cita la “evidencia abrumadora de una gran cantidad de estudios científicos” que niega de manera explícita cualquier vínculo entre el GMS y “reacciones adversas graves” o “efectos a largo plazo” y declara que el GMS “es seguro para la población en general”. Sin embargo, describe que en menos de 1% de la población, personas sensibles pueden experimentar efectos secundarios “transitorios”, como “dolores de cabeza, insensibilidad/hormigueo, enrojecimiento de la cara y el cuello, tensión muscular y debilidad generalizada” después de consumir una gran cantidad de GMS en una sola comida. Se insta a las personas que se consideren sensibles al GMS que lo confirmen mediante una evaluación clínica adecuada.
La Norma 1.2.4 del Código de Normas Alimentarias de Australia y Nueva Zelanda exige que la presencia de GMS como un aditivo alimentario se indique en la etiqueta de alimentos envasados. La etiqueta debe indicar el nombre de la categoría del aditivo alimentario (por ejemplo, potenciador del sabor), seguido por el nombre del aditivo alimentario, GMS o por su número de Sistema de Numeración Internacional (INS, por sus siglas en inglés), 621.

### Estados Unidos
El glutamato monosódico (GMS) es una de las diversas formas de ácido glutámico presente en los alimentos, en gran parte debido a que el ácido glutámico, siendo un aminoácido, tiene una presencia importante en la naturaleza, formando parte de todas las proteínas. El ácido glutámico y sus sales también pueden estar presentes en una amplia variedad de otros aditivos, que incluyen proteínas vegetales hidrolizadas, levadura autolizada, levadura hidrolizada, extracto de levadura, extractos de soya y proteína aislada, que se deben etiquetar con estos nombres comunes y habituales. Desde 1998, no se puede incluir el GMS en la categoría “especias y saborizantes”. Los aditivos alimentarios inosinato de sodio y guanilato de sodio, que son ribonucleótidos, por lo general se usan en sinergia con ingredientes que contienen glutamato monosódico. No obstante, el término “sabor natural” ahora se usa en la industria de alimentos cuando se utiliza ácido glutámico (GMS sin sodio añadido). Debido a la falta de regulación por parte de la FDA, no es posible determinar cual es el porcentaje de 'sabor natural' que proviene del ácido glutámico.
La FDA considera que etiquetas como “Sin GMS” o “Sin GMS añadido” conducen a confusión si el alimento contiene ingredientes que son fuente de glutamato libre, como la proteína hidrolizada. En 1993, la FDA propuso agregar la frase “(contiene glutamato)” a los nombres comunes o habituales de determinados hidrolizados de proteínas que contienen 99% del compuesto puro de glutamato.
En la versión de 2004 de su libro On Food and Cooking (Sobre comida y cocina), Harold McGee -- escritor y entusiasta de la comida -- señala que (después de muchos estudios), los toxicólogos han concluido que el GMS es un ingrediente inocuo para la mayoría de las personas, incluso en cantidades significativas.”

## Glutamato de sodio y metabolismo
Como ya se ha indicado, el uso de glutamato de sodio como aditivo se considera seguro. Recientes revisiones sobre el tema han confirmado que el consumo de glutamato solamente genera trastornos en el metabolismo,  cambios significativos en la concentración de ácidos grasos, así como en los niveles de insulina y triglicéridos en sangre en adultos en animales de experimentación sometidos a dosis muy elevadas carentes de equivalente humano, como la inyección continuada en la etapa neonatal en ratas. Tal como se indica literalmente en las conclusiones de uno de estos estudios, "los organismos  nacionales e internacionales que se ocupan de los aditivos alimentarios consideran actualmente al glutamato monosódico seguro para consumo humano como potenciador del sabor"
Aunque no es relevante para el caso humano, los mismos estudios afirman que existen al menos 3 compuestos efectivos para contrarrestar los posibles daños en el metabolismo debido al glutamato en experimentos con animales: la vitamina C, la vitamina E y la quercetina. 100 mg de vitamina C por día son capaces de proteger los efectos negativos del glutamato en las células nerviosas. Así como se han confirmado los efectos de 200 mg de vitamina E y 10 mg de quercetina para contrarrestar el impacto de altas concentraciones de glutamato en el hígado.